# Austral (moeda)
O austral foi a moeda corrente da Argentina de junho de 1985 até o final de 1991. 

## História
O Austral foi oficialmente criado em 14 de Junho de 1985, através do Decreto nº 1096, assinado pelo então presidente Raúl Alfonsín, tornando-a moeda de curso legal em 15 de Junho do mesmo ano. Seu símbolo era ₳ (Austral Symbol), com o codepoint U+20B3. 
A moeda fazia parte dos esforços do Plano Austral, o plano econômico executado pelo ministro da economia Juan Vital Sourrouille, que visava conter a hiperinflação deixada pela moeda anterior, o Peso Argentino, criada no governo do ditador Reynaldo Bignone, em junho de 1983. Tinha uma equivalência de 1.000 Pesos Argentinos para cada Austral. 
As primeiras moedas e cédulas começaram a ser lançadas para circulação entre Setembro e Outubro de 1985, sendo como valores de moedas 1/2 centavo, 1, 5, 10 e 50 centavos e cédulas de 1, 10 e 100 Austrais. Já em 1986, eram lançadas as cédulas de 5 e 50  ₳. Já em 1988, entravam em circulação as notas de 500 e 1.000  ₳. 
Em 1989, eram lançadas as moedas de 1, 5 e 10  ₳  e as notas de 5.000, 10.000 e 50.000  ₳, sendo estas últimas lançadas inicialmente como pesos carimbados com a nova denominação e logo depois como cédula definitiva. Em 1990, eram colocadas as moedas de 100, 500 e 1000  ₳, e as notas de maior valor da série: 100.000 e 500.000  ₳, sendo essa como peso recarimbado e posteriormente cédula própria. 
Apesar da relativa estabilidade da moeda nos primeiros meses, em 1986 começou a perder valor diante do dólar americano e desde então não se recuperou mais. Em 1988, era criado o Plano Primavera para tentar frear a desvalorização, porém em 1989, o Austral desvalorizou mais de 5.000% comparado com a moeda americana, fazendo com que fossem emitidos cédulas de maiores valores, fazendo com que o então presidente Alfonsín renunciasse e o novo presidente Carlos Menem assumisse com antecedência. 
O "golpe de misericórdia" do Austral aconteceu em março de 1991 com a assinatura da Lei de Convertibilidade nº 23.928, que convertia o Austral em dólar, numa paridade de 10.000  ₳ = US$ 1, durando cerca de 10 anos.
A moeda teria seu fim em 1º de Janeiro de 1992, com a assinatura do Decreto 2128 em outubro de 1991, que oficializava a criação do atual Peso argentino, na equivalência de 10.000 Austrais por Peso, mantendo também a paridade de 1 Peso Argentino por dólar. As moedas e cédulas de Austral foram sendo desmonetizadas gradativamente, tendo como prazo final 31 de Dezembro de 1993, data da desmonetização das notas de 500.000.  